# Giovanni Giannetti
Giovanni Giannetti (Napoli, 25 marzo 1869 – Rio de Janeiro, 10 dicembre 1934) è stato un compositore italiano.

## Biografia
Fu indirizzato allo studio della musica fin da piccolo dal padre Giuseppe. Visse e studiò tra Napoli, Trieste, Vienna (dove fu ammesso al Conservatorio di musica) , Fiume, Como e Milano.
Nel 1904 si trasferì a Rio de Janeiro, dove fu direttore artistico del Teatro Lirico Fluminense. Dal 1908 al 1912 fu a Madrid e assunse la direzione artistica del teatro Real. Tornato in italia, soggiornò a Siena e Roma, dove diresse il teatro dei Piccoli.

## Composizioni

### Opere
- L'Erebo, 1891
- Cristo alla festa di Purim, 1894
- Padron Maurizio, 1896
- Milena, 1897
- Don Marzio, 1904
- Il Nazareno o Maria di Magdala, 1911

### Opere di musica da camera
- Guagliò, riò, riò, 1888
- Piccola serenata, 1893
- Quattro liriche per canto e pianoforte da canti popolari bulgari, 1932
- Ah! Mbè!
- Lo specchio
- Maria
- Melanconia
- Serenata andalusa

### Canzone napoletana
- Nu core fauzo, con Eduardo Scarpetta
- Na santarella, con E. Scarpetta